# 堀直寄
堀 直寄（ほり なおより）は、安土桃山時代から江戸時代初期の武将、大名。越後坂戸藩、信濃飯山藩、越後長岡藩、越後村上藩主。堀直政の次男（または三男）。兄に直清、弟に直之、直重ら。正室は長沢松平家出身の松平近清の娘。子に直次、直時、娘（池田長常正室）、娘（岡部行隆正室）。官位は従五位下、丹後守。

## 生涯

### 豊臣秀吉に仕える

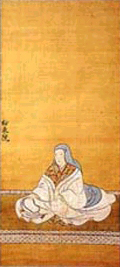
『絹本著色妙泉院像』新潟県指定有形文化財、正覚寺（新潟県長岡市）所有。堀直寄の実母・妙泉院を描いたもの。

天正5年（1577年）、堀直政の次男（または三男）として誕生。
天正18年（1590年）、従叔父の堀秀政が死去し、又従弟で秀政の嫡男・秀治が幼かったため、家督相続が遅々として進まなかった。家老だった父・直政は直寄を使者として豊臣秀吉に直訴した。「先臣秀政、軍に死し候えば、その子秀治、幼年なりと申せ、よろしく嗣と為し給ふべし、若し立つことを得ざらんには、これ使臣の罪なり」と口上したが、直寄はこの時13歳であった。秀吉は秀治の相続を認め、直寄を自らの小姓にし、従五位下丹後守に叙任された。
慶長3年（1598年）、堀家が越前北ノ庄城から越後春日山城へ転封となる。直寄は「老齢の父を助けるため3年の暇を賜りたい」と秀吉に直訴、これに感心した秀吉は「丹後守（直寄）は器量あるものなり、父兄と共に国政を聞くべし」と了承し、越後魚沼郡坂戸城2万石を与えられた（坂戸藩）。
秀吉の死後、会津では上杉景勝が不穏な動きをしており、直政は徳川家康に情勢を報告した。家康が上杉討伐を決めると、堀家にも「津川口より会津へ攻め入るべし」との指示が来る。一族の合議の際、直寄は太閤殿下への御恩に報いるべきと上杉・石田三成と組むことを主張したが、堀氏は東軍方に就いた。

### 上杉遺民一揆
慶長5年（1600年）8月1日、越後国内で上杉遺民一揆が勃発する。一揆勢により下倉城が陥落し城主の小倉政熙が討ち死にした。直寄は下倉城に攻撃を加えて翌日に奪還し、戦後に家康、秀忠父子から感状を授与されている。9月1日、家康より書状が来る。石田三成らが美濃の大垣に集結しているので、自分はそちらへ出馬する。会津の上杉景勝が坂戸方面へ侵攻するようなら、真田信幸、本多康重、平岩親吉、牧野康成に援兵を出すよう命じてあるから、これら諸将と協力して城を堅守するように、というものであった。
9月8日、直寄は父直政、兄直清と共に三条城から津川に向けて兵を出した。津川に向かう途中、会津の兵3000余人とともに一揆の兵が高所に登り、三段に構え、深田を前にして備えていた。これを見て直寄は家臣に「敵が深田を前にし高所にて備えているので、戦っても必ず敗北する、密かに脇道より敵の横合いから攻めて切り崩さば、勝利はこちらにある」として、身近な兵10人ほどで崖陰に廻り敵の右の傍より迫り、鉄砲を撃ちかけ敵を切り崩し、これを平定した。

### 長岡城築城を計画
慶長7年（1602年）、主君・秀治の弟で越後蔵王堂城主・堀親良は、直政と不和になり国政を顧みない兄・秀治にも不満があり出奔。親良は甥で秀治の次男・鶴千代を自分の養子として蔵王堂城主にした。直寄は鶴千代を補佐し、鶴千代が早世して蔵王堂藩が廃藩になると、坂戸と蔵王堂を兼務し5万石を領有した。蔵王堂城は長尾為景の弟・為重が築城した城だったが、信濃川の側で年々浸食が進んでいたので、上流の大島庄平潟原に築城の計画を立てる。この地が長岡と呼ばれるようになる。
語源には、神田表町千手の地が遠くから長い丘のように見えるから（『長岡市史』）、長岡京に似ているから（『越後往古城主付』）、御館の乱の頃にこの地を領した長岡縫殿介（ぬいのすけ）にちなんだから（『越後治乱記』）、など諸説ある。長岡が文書に出てくるのは慶長10年（1605年）に蔵王堂渡し守与助に、長岡渡しに場所を変更する、今まで通りの給米で雇う旨の文書が、鶴千代の老臣・堀甲斐守から出された時である。これ以後、長岡の名が文書に多く出てくる。
慶長13年（1608年）、父が死去した後、兄・直清が家督を継いだのを不満に思い対立する。慶長15年（1610年）、前年に直清が幼君堀忠俊に訴えて直寄を追放し、これを直寄が徳川家康に訴えたため、直清と忠俊は改易され、自身も1万石減封された（越後福嶋騒動）。直寄は信濃飯山藩4万石に転封され、長岡築城は中断。新たに高田藩主となった松平忠輝の家臣・山田勝重が蔵王堂城主になるが、高田城築城のため、任地を顧みる暇はなかったようである。

### 家康への忠勤、大坂の陣
飯山藩4万石を領してからは、駿府にいて家康に仕えた。慶長16年（1611年）、駿府城火災の際にいち早く駆けつけ、宝物金銀を運び出し消火にあたった。その際に消火の器物に自分の名前を書いておき、後からきた人々はみな直寄の名の入った器を使ったので、この時の手柄は直寄のものとなり、美濃多芸郡に1万石加増された。
大坂夏の陣に弟・直之と共に参陣。大和口の軍将・水野勝成の手に属し、1番に直寄、2番に松倉重政とした。5月5日、水野・松倉らは田尻、直寄は亀瀬それぞれの経由で河内へ到着した。その際に、直寄は里人に近道を尋ね「亀瀬からは近道だが、その昔ここを通った物部守屋が戦いに敗れている。以降、聖徳太子の時代より不吉な道として石に亀の印を刻んで戒めとしたため、誰も軍勢を率いてこの道を通らなくなった」と聞かされた。これを聞いた直寄は「私がこの道を進み敵に勝てば、千年続いた愚かな迷信が解けよう。守屋は敗死したかもしれないが、私は勝って生きてみせる。もし私が戦死したのなら後世の戒めとせよ」と言い亀瀬を越え、水野・松倉らに先んじて河内へ到着したという。
夜も更けて水野勝成から「敵が寄せて来たらしく松明が多く見えてきた、侮らず警戒せよ」と諸将へ伝言があった。これを聞いた直寄は「勝成は物事に馴れていると聞いていたが、どうやら巧者ではなかったらしい。寄せ来たる敵がどうして松明を照らすだろうか。あれは敵ではない」と言った。しばらくして再び伝令が来て「松明が全て消えたので敵にあらず」と告げると、直寄は「いやこれは敵である、何事もなく松明をつけていたが、巧者あって消させたのだろう」と言い、これが敵将・後藤基次の部隊であったという。6日未明、片山・道明寺の戦いで松倉重政の崩れるのを助け、横から討って出て、基次の兵が崩れた所を一気に押し切った。この激戦で後藤基次、薄田兼相らの名将は戦死した。7日の天王寺の戦いを経て、8日に大坂城は陥落、大坂夏の陣は終結した。
元和2年（1616年）4月1日、直寄は重病の家康から寝殿に召し出され、大坂の陣での軍功や平時の武備を称美したうえで「わしの死後、もし戦乱が起きたのなら、藤堂高虎を将軍の一陣、井伊直孝を二陣とし、お前は両陣の間に備えて横から打って敵を撃破すべし、必ず忠義に懈るべからず」と遺言した。

### 長岡8万石、村上10万石
元和2年7月、松平忠輝が改易となり、10月に直寄は3万石加増で再び長岡の領主となり、越後長岡藩が立藩された（蔵王堂城に入城したとして蔵王堂藩とも解される）。長岡城の築城に着手すると共に城下町の整備も行い、外港の新潟町（新潟港、現在の新潟市古町付近）は交易や人口増加の事を考えて諸税を免除し、以後の発展の礎を築いた。
元和4年（1618年）、2万石の加増を受け、越後村上藩10万石に転封。長岡城は完工目前で牧野忠成に引き継がれた。牧野氏は幕府の要職にあり、寛永7年（1630年）まで長岡に入国できなかった事もあり、明暦3年（1657年）の改正までしきたりと称し「堀丹後守御証文通り」として、直寄の制度をそのまま踏襲し、いささかの不便もきたさなかったという。
直寄が村上に入部の際に、家康より百万石の禄を与えるという御墨付きを所有していた。これを示して老中に百万石を請求をしたところ、老中は困り果てたが、百万石の「石」の字に虫食いがあるのを見つけ、「これは百万石ではなく百万両であろう、よって佐渡金山を向う3年取らすべし」と下命して早々に立ち去った。これに怒った直寄はこの金で村上城を増改築し、士分の増員を行い、江戸の上屋敷に凌雲院を建て、不忍池を作った。後に居城の改築と士分の増員について江戸幕府の詰問を受けた。また、村上藩主として村上城下町の整備に携わり、現在の市街地の基礎を築いた。

### 晩年

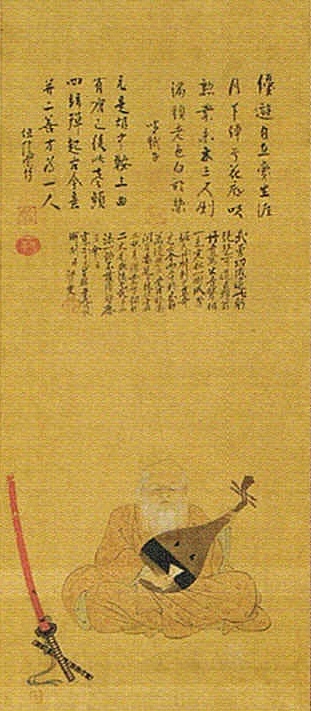
堀直寄寿像。狩野探幽筆（新潟県立歴史博物館所蔵）

直寄の屋敷には徳川秀忠・家光父子が訪ねて来ている。「寛永六年十二月二十六日台徳院殿（秀忠）直寄が邸に御渡りありて、助国の御刀貞宗の御脇差をよび黄金三百両を賜ふ、七年二月十三日大猷院殿（家光）直寄が宅に渡らせたまふのときも、助光の御腰物黄金二百両を恩賜せらる、」（『寛政重修諸家譜』）
元和年代、上野には直寄の屋敷のほかに藤堂高虎、津軽信枚の屋敷があった。津軽家の『常福寺御由緒略記』によると、「上野は御家（津軽家）、並びに藤堂家、堀家の屋敷と申し候ところ、徳川家にて、御廟地と成され候節、替地を以って、御取上げと相成候ところ、御家の寺院、津梁院、藤堂家の寒松院、堀家の凌雲院は格別に対遇なさるる趣」とある。寛永2年（1625年）に天海の発意で寛永寺が草創され、凌雲院は上野最大の塔頭であった。直寄は他にも祇園堂、大仏殿なども寄進した。
寛永4年（1627年）、沢庵宗膨が罪に問われた際、天海や柳生宗矩と共に赦免に奔走した。沢庵は直寄の駒込の別邸に2年間世話になった。寛永8年（1631年）、戦死者慰霊のため上野寛永寺に上野大仏（釈迦如来坐像）を建立。 寛永13年（1636年）、還暦を機に隠居し、嫡男の直次に家督を譲り、自らは「鉄団」と号した。この人生の節目に肖像画制作を希望、あるいは沢庵らから勧められ、狩野探幽の筆になる寿像が残っている。しかし、寛永15年（1638年）に直次が先立って死去、孫の直定が家督を継いだ。
寛永16年（1639年）6月29日、駒込の別邸で病死。享年63。友人の沢庵から「凌雲院殿前丹州太守鉄団宗釘大居士」と追号を受けた。
直定は寛永19年（1642年）に夭折、嫡流は断絶、村上藩は廃藩となったが、3万石を分け与えられていた次男の直時が越後安田に陣屋を構えて安田藩を立藩、後に陣屋を村松に移し越後村松藩に改称、直時の子孫は明治維新まで存続した。

## 系譜
父母
- 堀直政（父）
- 妙泉院（母）

正室
- 松平近清の娘

子女
- 堀直次（長男）生母は正室
- 堀直時（次男）生母は正室
- 池田長常正室
- 岡部行隆正室